# Andover (Kansas)
Andover is een plaats (city) in de Amerikaanse staat Kansas, en valt bestuurlijk gezien onder Butler County.

## Demografie
Bij de volkstelling in 2000 werd het aantal inwoners vastgesteld op 6698.
In 2006 is het aantal inwoners door het United States Census Bureau geschat op 9546, een stijging van 2848 (42,5%).

## Geografie
Volgens het United States Census Bureau beslaat de plaats een oppervlakte van
17,7 km², geheel bestaande uit land. Andover ligt op ongeveer 399 m boven zeeniveau.

## Plaatsen in de nabije omgeving
De onderstaande figuur toont nabijgelegen plaatsen in een straal van 16 km rond Andover.

## Geboren in Andover
- Kendall Schmidt (2 november 1990), Amerikaans acteur en zanger